# برنامج 863

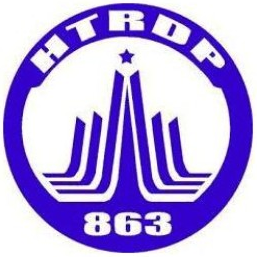
برنامج 863

برنامج 863 (في اللغة الصينية: 863计划) أو خطة تطوير التكنولوجيا العالية الحكومية (في اللغة الصينية: 国家高技术研究发展计划) هو برنامج تموله وتديره حكومة جمهورية الصين الشعبية بهدف تحفيز تطوير التقنيات المتقدمة في مجموعة واسعة من المجالات لغرض جعل الصين مستقلة عن الالتزامات المالية للتكنولوجيات الأجنبية. تم استلهامها من مبادرة الدفاع الاستراتيجي التي اقترحها الرئيس الأمريكي رونالد ريغان في عام 1983 ، وانتهت في عام 2016.
في 3 مارس 1986، تم اقتراح البرنامج من قبل وانغ داهنغ ووانغ غانتشانغ ويانغ جياتشي وتشين فانجيون في رسالة إلى الزعيم الصيني الاعلى دينغ شياو بينغ، الذي وافق على البرنامج في غضون يومين. قاد البرنامج في البداية زاو زيانغ، الذي كان رئيس وزراء الصين في ذلك الوقت، وتلقى تمويلًا حكوميًا بقيمة 10 مليار يوان صيني في عام 1986 ، وهو ما يمثل 5٪ من إجمالي الإنفاق الحكومي في ذلك العام.
من بين المنتجات المعروفة التي نتجت عن برنامج 863 كل من عائلة معالجات الكمبيوتر لونغسون (التي كانت تسمى في الأصل كادسون)، وأجهزة الحاسوب الفائقة تيانهي، ومركبة شنتشو الفضائية.

## تاريخ
تم تسميه البرنامج بالاعتماد على تاريخ إنشائه (مارس 1986، 86/3 حسب تنسيق التاريخ الصيني) ، تم اقتراح برنامج 863 في رسالة إلى الحكومة الصينية من قبل العلماء وانغ داهنغ، و وانغ غانتشانغ، و يانغ جياتشي، و تشين فانجيون، وبتأييد من دنغ شياو بينغ. بعد تنفيذه خلال الخطة الخمسية السابعة، استمر البرنامج في العمل من خلال الخطتين الخمسيتين اللتين أعقبتهما، بتمويل حكومي بلغ حوالي 11 مليار يوان صيني واثمر عن حوالي 2000 براءة اختراع (وطنية ودولية).
وبموجب الخطة، كان من المقرر إنفاق حوالي 200 مليار دولار أمريكي على تقنيات المعلومات والاتصالات، منها 150 مليار دولار أمريكي مخصصة للاتصالات السلكية واللاسلكية. في عام 1996 تم إضافة المجال التكنولوجي الرئيسي للتكنولوجيا البحرية. تم التنفيذ خلال الخطة الخمسية السابعة وتم تحديثها من عام 2001 إلى عام 2005.
في عام 2001، في إطار الخطة الخمسية العاشرة، أعيد تقييم البرنامج بالتشاور مع خبراء أجانب. وكانت النتيجة زيادة التركيز على تعزيز القدرة التنافسية للصين في الاقتصاد العالمي. تم تضمين ممارسة التقييم في البرنامج كنظام إدارة المشروع.

## الخطوط العريضة
ركز البرنامج في البداية على سبعة مجالات تكنولوجية رئيسية:
- التكنولوجيا الحيوية
- تقنيات الفضاء
- تكنولوجيا المعلومات
- تقنية الليزر
- أتمتة
- طاقة
- علم المواد

منذ عام 1986، أضيف مجالان آخران تحت مظلة البرنامج:
- الاتصالات (في عام 1992)
- التكنولوجيا البحرية (في عام 1996)

## روابط خارجية
- وصف البرنامج 863 من قبل وزارة العلوم والتكنولوجيا في جمهورية الصين الشعبية